# 신선한 양피지
《신선한 양피지》(고대 노르드어: Fagrskinna 파그르스킨나)는 왕의 사가 중 하나로, 1220년경 쓰여졌다. "신선한 양피지"란 본래 사가가 쓰여진 여러 필사본들 중 하나의 이름이었지만 사가 자체의 이름으로 굳어졌다. 《신선한 양피지》 정본은 불에 타 소실되었지만 여러 사본이 보존되어 있다. 이 사가는 스노리 스투를루손이 쓴 《헤임스크링글라》의 1차문헌 중 하나로서 왕의 사가라는 장르 전체의 중심축을 이룬다. 그 내용은 9세기에서 12세기에 이르는 노르웨이 열왕사를 다루고 있으며, 시작 부분은 할프단 스바르티의 치세이고 끝 부분은 1177년의 레 전투(battle of Re)이다. 또한 방대한 양의 스칼드 시 작품들이 수록되어 있으며, 이 시들 중 몇몇은 오로지 이 문헌에만 보존되어 있다. 효룬가바르 전투나 스볼데르 전투 등 전쟁사를 중심으로 서술되어 있다. 일반적으로 노르웨이에서 쓰여졌다고 생각되지만 아이슬란드인이 썼다는 견해도 있다.
스칼드 시가와 구전 전통과는 상반되고 《신선한 양피지》의 저자는 상당한 문헌자료를 이용했다. 이용된 문헌으로 가장 강력하게 거론되는 것들은 다음과 같다.
1. 아이슬란드 사제 세문드 프로디(1056년 ~ 1133년)의 소실된 작품
2. 《노르웨이 열왕 약사》(1190년경)의 소실된 판본
3. 노르웨이 극초기 왕들에 관한 어느 소실된 개론서(1200년 ~ 1220년경)
4. 《욤스비킹스의 사가》(1200년경)의 소실된 판본
5. 《흘라다야를라 사가》(1200년경)
6. 오드 스노라손이 쓴 《트뤼그비의 아들 올라프의 사가》(1190년경)
7. 《성왕 올라프의 사가》의 소실된 판본
8. 《곰팡이 핀 양피지》(1220년경)
9. 소실된 《흐뤼갸르스튀키》(1150년경)